# 马当
马当（英语：Madang；旧德语：Friedrich-Wilhelmshafen），旧称腓特烈-威廉港，巴布亚新几内亚马当省省会，人口约为27,420人，城市位于巴布亚新几内亚的北部沿海，城市的第一个居住点是由德国人在19世纪建成的。

## 历史
俄罗斯生物学家尼古拉·米克卢霍·迈克雷（Nicholai Miklukho-Maklai）被认为是第一个到访这里的西方人。1871年，他在距今马当市以南的地方生活了15个月，与当地土著居民建立了良好的关系，此后由于身患疟疾而离开。
1884年，德属新几内亚公司抵达巴布亚新几内亚地区并在多处地点建造基地，其中就包括了马当，但是由于深受疟疾的侵袭，最终迁往了拉包尔。
1942年，日本侵略在未受到抵抗的情况下占领了马当。1943年9月，澳大利亚军队在菲尼斯特雷岭一带发动持续的进攻，意在夺回菲尼斯特雷岭与马当。1944年4月24日，马当得以解放，但是城市的大部分建筑物均已被战火摧毁，城市需要重建。
卡里波波（Kalibobo）纪念灯塔是马当的最高建筑，由澳大利亚人在1956年建成，是为了纪念二战时期，曾经在此地战斗且全部牺牲的盟军情报组织Coastwatchers成员。Coastwatchers是1941至1945年期间存在的二战盟军情报组织，主要工作为监视敌军动向以及营救被俘盟军。
马当的沿海有由远古火山形成的海底山脉，形成大小岛屿，而海底得山脉吸引了大量海洋生物到此栖息，在外海边缘有珊瑚礁堤保护，使内海水流保持平静，使得马当市成为了巴布亚新几内亚有名的潜水胜地，海水清澈见底。

## 非政府组织在马当
马当被视为巴布亚新几内亚最安全与舒适的地方，比莱城与莫尔兹比港等大城市更适合外籍人士居住。因此，许多非政府组织选择马当作为该国的主要办事处。
加拿大非政府组织，加拿大大学海外服务机构(CUSO)与海外志愿服务机构(VSO)都将他们的总部设在了马当。拯救儿童基金会、世界自然基金会和世界宣明会也都在马当设立了分支办事处。因此，马当有着相当数量在此办公的外籍人士。

## 教育
马当市是巴布亚新几内亚圣言大学的所在地，圣言大学是一所基督教男女同校大学，是巴布亚新几内亚仅有的六所大学之一，也是马当市唯一的大学，接收本地和海外生源。圣言大学的前身是1958年由两位西方圣言传教士创办的圣言高中。1980年，在这一基础上建立了圣言学院（Divine Word Institute），并于1996年格升为大学。目前大学拥有六所学院，分别是艺术学院、商业和信息学院、健康科学学院、教育学院、技术学院和继续教育学院。

## 交通
由于莫尔兹比港没有公路连接马当，只能依靠空运与沿着河流的水路运输。马当机场为马当市提供空中运输保障，是马当市重要的交通枢纽站，从莫尔兹比港至马当市的飞行时间约为1小时。

## 气候
| 巴布亚新几内亚 马当   | 巴布亚新几内亚 马当 | 巴布亚新几内亚 马当 | 巴布亚新几内亚 马当 | 巴布亚新几内亚 马当 | 巴布亚新几内亚 马当 | 巴布亚新几内亚 马当 | 巴布亚新几内亚 马当 | 巴布亚新几内亚 马当 | 巴布亚新几内亚 马当 | 巴布亚新几内亚 马当 | 巴布亚新几内亚 马当 | 巴布亚新几内亚 马当 | 巴布亚新几内亚 马当 |
| 月份                  | 1月                 | 2月                 | 3月                 | 4月                 | 5月                 | 6月                 | 7月                 | 8月                 | 9月                 | 10月                | 11月                | 12月                | 全年                |
| --------------------- | ------------------- | ------------------- | ------------------- | ------------------- | ------------------- | ------------------- | ------------------- | ------------------- | ------------------- | ------------------- | ------------------- | ------------------- | ------------------- |
| 平均高温 °C（°F）     | 30.8 (87.4)         | 30.6 (87.1)         | 30.6 (87.1)         | 30.6 (87.1)         | 30.7 (87.3)         | 30.4 (86.7)         | 30.2 (86.4)         | 30.2 (86.4)         | 30.5 (86.9)         | 30.9 (87.6)         | 31.2 (88.2)         | 30.9 (87.6)         | 30.6 (87.1)         |
| 平均低温 °C（°F）     | 23.9 (75.0)         | 23.8 (74.8)         | 23.9 (75.0)         | 23.8 (74.8)         | 23.9 (75.0)         | 23.7 (74.7)         | 23.4 (74.1)         | 23.7 (74.7)         | 23.6 (74.5)         | 23.8 (74.8)         | 23.9 (75.0)         | 23.9 (75.0)         | 23.8 (74.8)         |
| 平均降水量 mm（）     | 343.8 (13.54)       | 292.0 (11.50)       | 329.8 (12.98)       | 389.4 (15.33)       | 343.4 (13.52)       | 186.4 (7.34)        | 144.2 (5.68)        | 93.8 (3.69)         | 82.6 (3.25)         | 239.2 (9.42)        | 280.2 (11.03)       | 382.0 (15.04)       | 3,106.8 (122.31)    |
| 平均降水天数（≥ 224） | 23                  | 21                  | 23                  | 23                  | 21                  | 18                  | 15                  | 12                  | 11                  | 15                  | 19                  | 23                  | 224                 |
| 来源：联合国气象组织  |                     |                     |                     |                     |                     |                     |                     |                     |                     |                     |                     |                     |                     |

## 马当印象

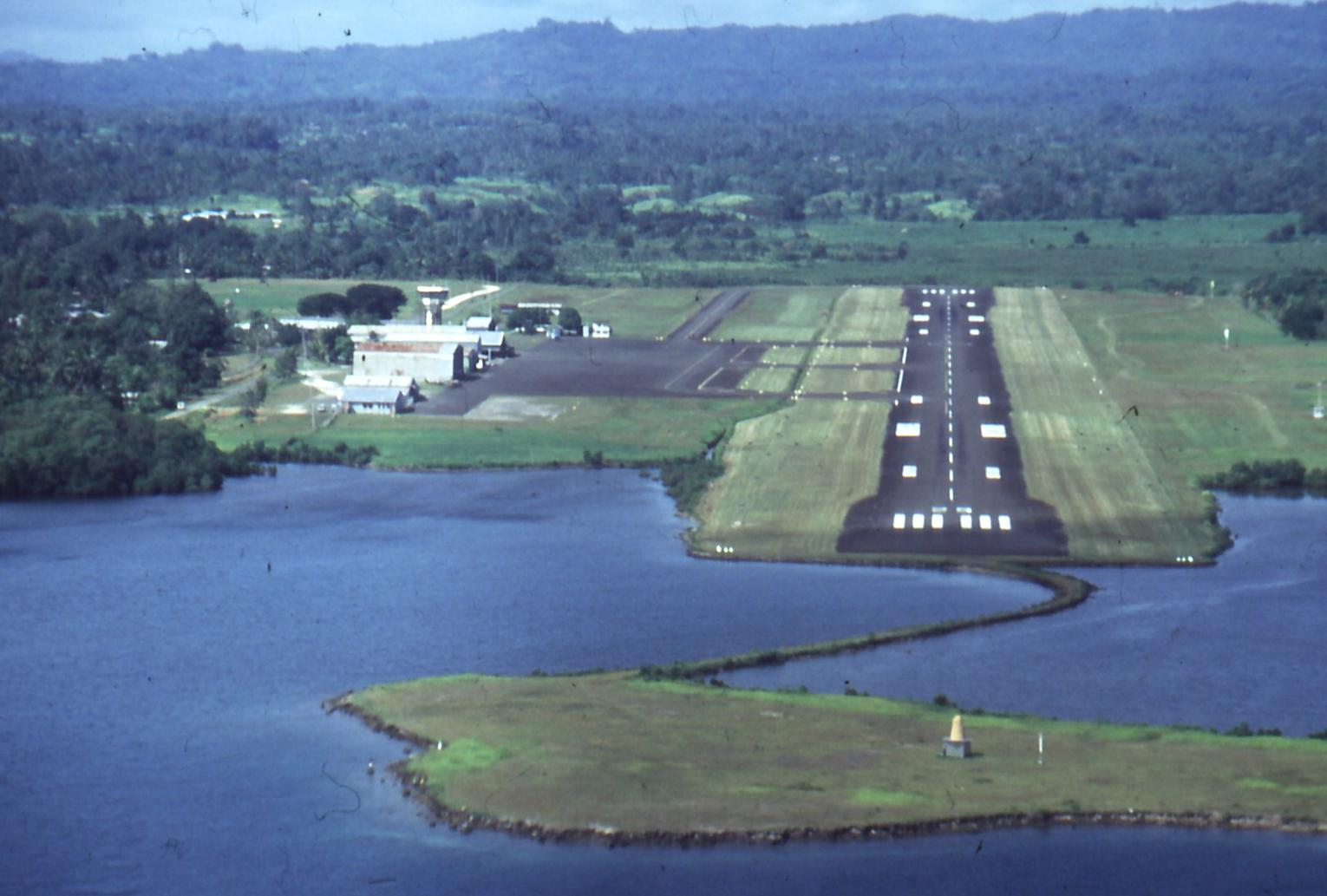
马当机场
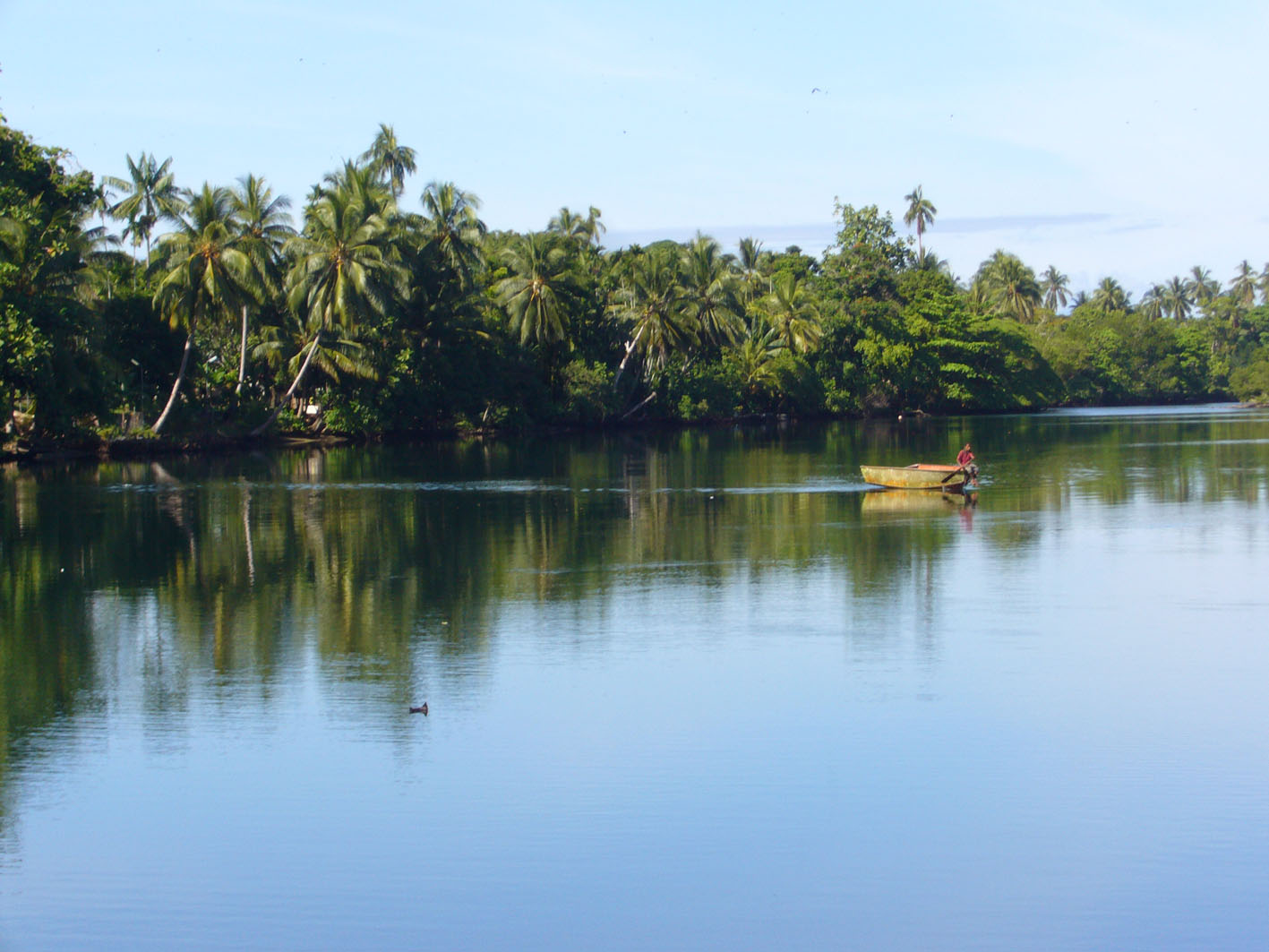
马当泻湖